# Александровський район (Оренбурзька область)
Алекса́ндровський район (рос. Александровский район) — муніципальний район Оренбурзької області Російської Федерації.
Адміністративний центр — село Александровка.

## Географія
Александровський район розташований в західній частині Оренбурзької області. Корисні копалини: родовища нафти (Благодаровсько-Когановська група і Соболевське) і родовище цегельних глин (Кам'янське).
Александровський район межує: з півночі — з Пономорьовським районом, на сході — з Шарлицьким і Октябрським районами, на півдні — з Переволоцьким районом, на заході — з Новосергієвським і Червоногвардійським районами області.

## Історія
Дата утворення району — 20 січня 1935 року.

## Населення
Населення — 13846 осіб (2019; 15702 в 2010, 19962 у 2002).

## Адміністративний поділ
Район адміністративно поділяється на 14 сільських поселень:
| Поселення                      | Площа, км² | Населення, осіб (2002) | Населення, осіб (2010) | Населення, осіб (2019) | Центр          | Населені пункти |
| ------------------------------ | ---------- | ---------------------- | ---------------------- | ---------------------- | -------------- | --------------- |
| Александровська сільська рада  | 238,89     | 4654                   | 4430                   | 4568                   | Александровка  | 3               |
| Георгієвська сільська рада     | 164,10     | 750                    | 553                    | 414                    | Георгієвка     | 4               |
| Добринська сільська рада       | 204,15     | 1129                   | 835                    | 655                    | Добринка       | 4               |
| Ждановська сільська рада       | 337,45     | 3020                   | 2235                   | 1916                   | Ждановка       | 6               |
| Зеленорощинська сільська рада  | 216,41     | 873                    | 758                    | 661                    | Зелена Роща    | 4               |
| Каликінська сільська рада      | 218,44     | 1194                   | 765                    | 583                    | Каликіно       | 3               |
| Марксовська сільська рада      | 317,30     | 1144                   | 744                    | 627                    | Марксовський   | 5               |
| Новомихайловська сільська рада | 150,72     | 800                    | 670                    | 602                    | Новомихайловка | 3               |
| Романовська сільська рада      | 265,41     | 1006                   | 812                    | 662                    | Романовський   | 4               |
| Султакаївська сільська рада    | 156,56     | 816                    | 622                    | 501                    | Султакай       | 3               |
| Тукаївська сільська рада       | 144,69     | 849                    | 656                    | 567                    | Тукай          | 2               |
| Хортицька сільська рада        | 363,00     | 2435                   | 1581                   | 1278                   | Хортиця        | 8               |
| Чебоксаровська сільська рада   | 134,71     | 484                    | 380                    | 305                    | Чебоксарово    | 3               |
| Яфаровська сільська рада       | 147,70     | 808                    | 661                    | 507                    | Яфарово        | 2               |

## Найбільші населені пункти
Нижче подано перелік населених пунктів з чисельність населення понад 1000 осіб:
| № | Населений пункт | Населення, осіб (2002) | Населення, осіб (2010) |
| - | --------------- | ---------------------- | ---------------------- |
| 1 | Александровка   | 4152                   | 3988                   |
| 2 | Ждановка        | 1458                   | 1143                   |

## Господарство
Економічний потенціал району будується на розвитку сільського господарства: в районі розвинені рослинництво, м'ясо-молочне скотарство, вівчарство і свинарство. Діють 3 акціонерних товариства, 14 колгоспів і товариств з обмеженою відповідальністю, 10 сільгоспкооперативів і 311 селянських господарств.